# Die faule Paula
Die faule Paula (Alternativtitel: Faule Paula, französischer Titel: Lazy Lucy) ist eine deutsch-französische Zeichentrickserie aus dem Jahr 2005.

## Handlung
Die achtjährige Paula lebt ein ganz normales Leben als Kind mit häuslichen und schulischen Aufgaben und Pflichten. Dabei ist sie häufig erfinderisch und fragt sich, wie sich Probleme effektiver lösen lassen, damit sie dadurch fauler sein kann.

## Produktion und Veröffentlichung
Die Serie entstand 2005 in deutsch-französischer Kooperation. Dabei entstanden 52 Folgen, zudem gibt es weitere neun Folgen mit fünf Geschichten. Regie führte Fred Chaillou. Die Serie wurde von Millimages und Toons’N’Tales im Auftrag des SWR, WDR und France 5 produziert.
Die Serie wurde erstmals am 27. November 2005 auf KI.KA ausgestrahlt. Weitere Ausstrahlungen erfolgten auf SWR Fernsehen und YFE TV. Als Video-on-Demand kann die Serie über Amazon Video und Kividoo empfangen werden.

## Episodenliste
| Folgen-Nr. | deutscher Titel                    | deutsche Erstausstrahlung |
| 1          | Wasser marsch!                     | 27. September 2005        |
| 2          | Spiel, Satz und Sieg               | 28. September 2005        |
| 3          | Das Problem mit den Briefmarken    | 29. September 2005        |
| 4          | Auf dem Flohmarkt                  | 30. September 2005        |
| 5          | Der fliegende Fisch                | 3. Oktober 2005           |
| 6          | Viel Laub um nichts                | 4. Oktober 2005           |
| 7          | Schlaf, Kindchen, schlaf!          | 5. Oktober 2005           |
| 8          | Die Sandburg                       | 6. Oktober 2005           |
| 9          | Der ferngesteuerte Müllsack        | 7. Oktober 2005           |
| 10         | Das Wäschekarussell                | 10. Oktober 2005          |
| 11         | Die Schattensuche                  | 11. Oktober 2005          |
| 12         | Bitte anklopfen!                   | 12. Oktober 2005          |
| 13         | Die Schmetterlingsjagd             | 13. Oktober 2005          |
| 14         | Bitte lächeln!                     | 14. Oktober 2005          |
| 15         | Die Apfelernte                     | 17. Oktober 2005          |
| 16         | Eingeschneit                       | 18. Oktober 2005          |
| 17         | Der Hahn ist los                   | 19. Oktober 2005          |
| 18         | Stürmische Zeiten                  | 20. Oktober 2005          |
| 19         | Das verkorkste Kostüm              | 21. Oktober 2005          |
| 20         | Hängematten-Schal                  | 24. Oktober 2005          |
| 21         | Weihnachtsgruß mit Hand und Fuß    | 25. Oktober 2005          |
| 22         | Abwasch im Grünen                  | 26. Oktober 2005          |
| 23         | Fang den Ball                      | 27. Oktober 2005          |
| 24         | Riesen Rodelei                     | 28. Oktober 2005          |
| 25         | Die Kitzelmaschine                 | 31. Oktober 2005          |
| 26         | Das verzettelte Zelt               | 1. November 2005          |
| 27         | Die Kinderzimmer-Disco             | 2. November 2005          |
| 28         | Das Rasenmäher-Rennen              | 3. November 2005          |
| 29         | Der Zahnbürsten-Express            | 4. November 2005          |
| 30         | Paulas Paddeltour                  | 7. November 2005          |
| 31         | Das verirrte Geschirr              | 8. November 2005          |
| 32         | Die Erdbeerpolka                   | 9. November 2005          |
| 33         | Rotkäppchen und der faule Wolf     | 10. November 2005         |
| 34         | Die Schoko-Schrubberei             | 11. November 2005         |
| 35         | Auf der Piste                      | 14. November 2005         |
| 36         | Kleines Mädchen, große Töne        | 15. November 2005         |
| 37         | Das Riesenpony                     | 16. November 2005         |
| 38         | Clubhaus-Chaos                     | 17. November 2005         |
| 39         | Das Hundebad                       | 18. November 2005         |
| 40         | Die Koffer-Katastrophe             | 21. November 2005         |
| 41         | Das Teppich-Trampolin              | 22. November 2005         |
| 42         | Dreck lass nach                    | 23. November 2005         |
| 43         | Ausgepustet!                       | 24. November 2005         |
| 44         | Die Quasselstrippe                 | 25. November 2005         |
| 45         | Abgekühlt!                         | 28. November 2005         |
| 46         | Alle Vögel sind schon da!          | 29. November 2005         |
| 47         | Zu viele Lose                      | 30. November 2005         |
| 48         | Staubwedel ade!                    | 1. Dezember 2005          |
| 49         | Frisch gestrichen!                 | 2. Dezember 2005          |
| 50         | Der schwerste Schulranzen der Welt | 5. Dezember 2005          |
| 51         | Zu müde für den Weihnachtsmann     | 6. Dezember 2005          |
| 52         | Der Kürbis König                   | 7. Dezember 2005          |